# Jupiaba pinnata
Jupiaba pinnata is een straalvinnige vissensoort uit de familie van de karperzalmen (Characidae). De wetenschappelijke naam van de soort is voor het eerst geldig gepubliceerd in 1909 door Eigenmann.
De vis wordt 5,8 cm lang en komt voor in de rivieren van het Guyanaschild.
- Beelden in het wild in Suriname @8:53